# コーすけ
コーすけは、コープ共済（日本コープ共済生活協同組合連合会）のマスコットキャラクター。

## 概要
コーすけの名前の由来はコープの「コー」、助け合いの「すけ」から取られている。「クマッた（困った）人を助ける」という思いから熊をモチーフとしたキャラとなった。コープ共済のコーポレートカラーから身体は赤色。お腹には「C」の文字が書いてあり、両耳の「O」と尻尾の「P」を合わせて「COOP」となるようになっている。

## プロフィール
- 名前 - コーすけ
- 職業 - 生協（生活協同組合）職員
- 性格 - 困っている人がいると、どんなに遠くからでも飛んできて助けてくれる。「ありがとう」の声を聞くと感動してうるうるしてしまう涙もろい一面もある。
- 口グセ - たまに失敗するけれど、「一緒にがんばるのだ」の決まり文句で絶対にめげない。強いハートの持ち主。

## 歴史
- 2012年 - コープ共済のキャラクターとして誕生。
- 2013年11月24日 - タウンページ協賛ゆるキャラ(R)グランプリ2013「企業・その他ゆるキャラ」の部門で1位を獲得し優勝[2]。